# Lista chorążych reprezentacji Ukrainy na igrzyskach olimpijskich

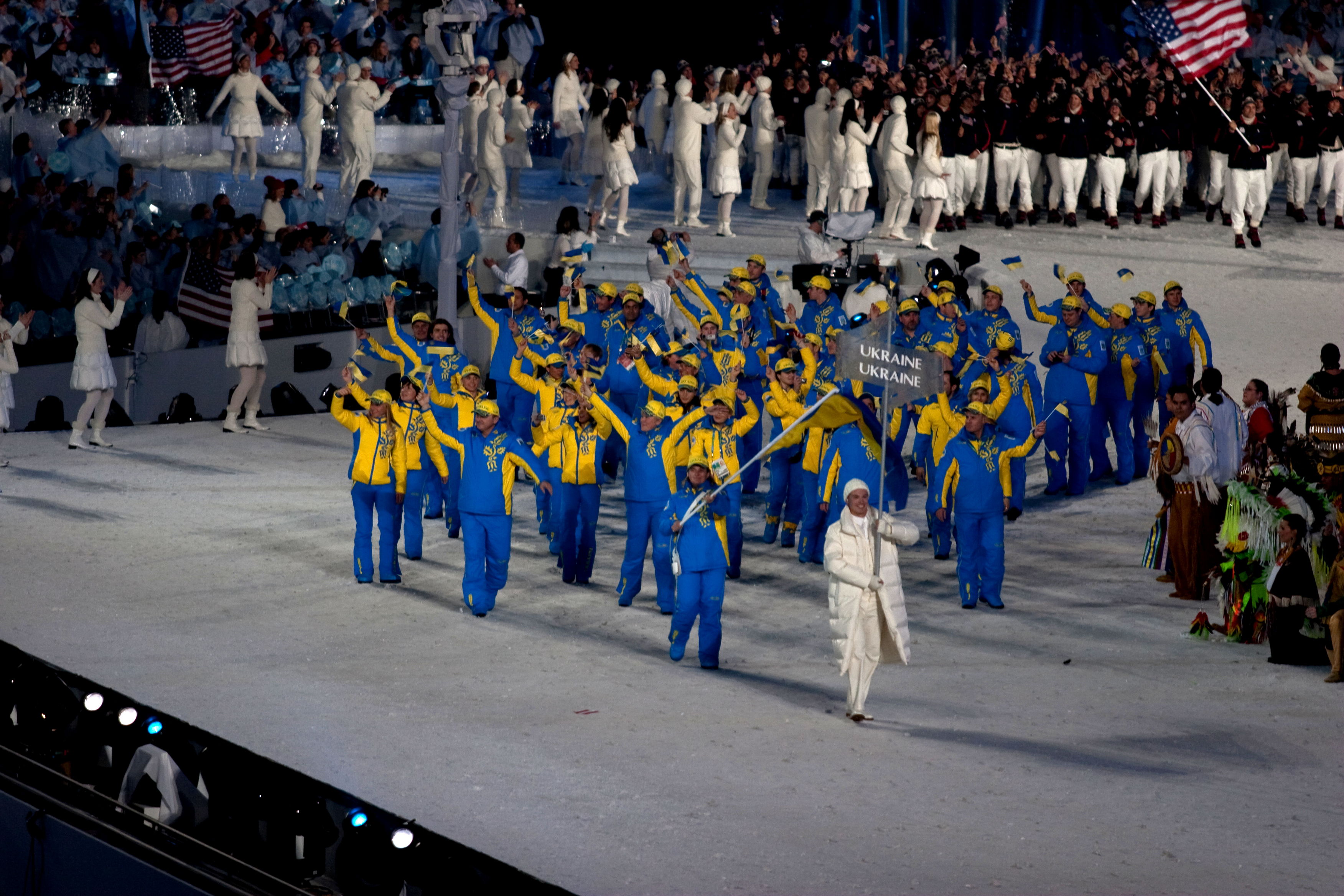
Reprezentacja Ukrainy podczas ceremonii otwarcia Zimowych Igrzysk Olimpijskich w Vancouver (chorąży Lilija Łudan)

Lista chorążych reprezentacji Ukrainy na igrzyskach olimpijskich – lista zawodników i zawodniczek reprezentacji Ukrainy, którzy podczas ceremonii otwarcia nowożytnych igrzysk olimpijskich nieśli flagę Ukrainy.

## Chronologiczna lista chorążych
| Lp. | Rok i miejsce        | Chorąży              | Dyscyplina           |
| --- | -------------------- | -------------------- | -------------------- |
| 1   | 1994, Lillehammer    | Wiktor Petrenko      | Łyżwiarstwo figurowe |
| 2   | 1996, Atlanta        | Serhij Bubka         | Lekkoatletyka        |
| 3   | 1998, Nagano         | Andrij Deryzemla     | Biathlon             |
| 4   | 2000, Sydney         | Jewhen Brasławiec    | Żeglarstwo           |
| 5   | 2002, Salt Lake City | Ołena Petrowa        | Biathlon             |
| 6   | 2004, Ateny          | Denys Syłantiew      | pływanie             |
| 7   | 2006, Turyn          | Natalija Jakuszenko  | Saneczkarstwo        |
| 8   | 2008, Pekin          | Jana Kłoczkowa       | pływanie             |
| 9   | 2010, Vancouver      | Lilija Łudan         | Saneczkarstwo        |
| 10  | 2012, Londyn         | Roman Hontiuk        | Judo                 |
| 11  | 2014, Soczi          | Wałentyna Szewczenko | Biegi narciarskie    |
| 12  | 2016, Rio de Janeiro | Mykoła Milczew       | Strzelectwo          |
| 13  | 2018, Pjongczang     | Ołena Pidhruszna     | Biathlon             |
| 14  | 2020, Tokio          | Ołena Kostewycz      | Strzelectwo          |
| 14  | 2020, Tokio          | Bohdan Nikiszyn      | Szermierka           |
| 15  | 2022, Pekin          | Ołeksandra Nazarowa  | Łyżwiarstwo figurowe |
| 15  | 2022, Pekin          | Ołeksandr Abramenko  | Narciarstwo dowolne  |